# بادوكوود (ساسكاتشوان)
بادوكوود (بالإنجليزية: Paddockwood, Saskatchewan)‏ هي قرية تقع في كندا في ساسكاتشوان.